# Gary Locke (voetballer)
Gary Locke (Edinburgh, 16 juni 1975) is de trainer en coach van de Schotse voetbalclub Kilmarnock FC, nadat hij eerder onder meer Heart of Midlothian FC onder zijn hoede had.

## Carrière
Locke speelde van 1992 tot 2001 voor de Schotse club Heart of Midlothian en verhuisde dan naar de Engelse club Bradford City. Hij keerde na een seizoen al terug naar Schotland en speelde nog voor Kilmarnock FC, in 2009 besloot hij zijn carrière af te sluiten.
Na zijn spelersloopbaan werd hij eerst assistent dan interim-coach en meteen daarna coach van Heart of Midlothian, hij bleef coach tot in 2014. Dezelfde volgorde legde hij af bij Kilmarnock FC. Hij coachte daarna nog Raith Rovers FC en Cowdenbeath FC. In 2017 werd hij clubvertegenwoordiger bij Heart of Midlothian.

## Erelijst
- Heart of Midlothian
  - Scottish Cup: 1998